# Celui qui doit mourir
Pour plus de détails, voir Fiche technique et Distribution.
Celui qui doit mourir est un film franco-italien réalisé par Jules Dassin et sorti en 1957.
C'est le seul film tiré d'un roman de Níkos Kazantzákis du vivant de l'auteur. En dépit de l'intérêt de ce dernier pour le cinéma, il n'a pas participé à l'écriture du scénario.

## Synopsis
En Asie mineure vers 1921, les populations grecques sont persécutées par les Turcs. Dans le petit village grec Lykovrissi, qui vit en bonne intelligence avec les Turcs, le pope Grigoris prépare la reconstitution de la fête de la Passion. Le berger Manolios doit incarner le Christ alors que le rôle de Marie-Madeleine sera tenu par la belle veuve Katerina. Surviennent durant les préparatifs de la cérémonie, des rescapés d'un village saccagé par les Turcs. Les autorités qui craignent des représailles leur refusent hospitalité et nourriture. Le berger Manolios et Katerina, aidés par trois de leurs compagnons, leur portent secours. Mais le berger est poignardé par Panayotaros, qui devait tenir le rôle de Judas, et meurt dans les bras de Katerina, payant de sa vie son courage et son humanité.

## Analyse
Jules Dassin réalise une véritable parabole des révoltes populaires dans le style d'une grande fresque sociale, nous montrant les faiblesses et les lâchetés des hommes, manipulés par des dictateurs qui ne veulent pas perdre leurs privilèges, prêts à trahir le peuple, à renoncer à faire la charité, pour survivre. Le peuple doit mener éternellement son combat pour la liberté.
Le film se termine différemment du roman. Dans ce dernier, les villageois partent en exil, vaincus, sous la direction de leur pope. Dans le film, Jules Dassin choisit de les faire combattre jusqu'au bout. L'idée du réalisateur était de maintenir le moral des classes populaires combattantes. Pour Kazantzákis, l'épisode n'est qu'un moment de souffrances sur Terre pour des âmes vivant dans le mode spirituel.

## Fiche technique
- Titre : Celui qui doit mourir
- Réalisation : Jules Dassin, assisté de Jean-Gabriel Albicocco
- Scénario : Ben Barzman d'après le roman de Níkos Kazantzákis, Le Christ recrucifié
- Dialogues : André Obey
- Musique : Georges Auric
- Décors : Max Douy
- Costumes : Christiane Coste
- Photographie : Jacques Natteau
- Cameraman : Gibert Chain
- Son : Pierre Calvet
- Montage : Roger Dwyre
- Production : Indus Film/Prima Film/Cinétel/Da.Ma. Cinematografica
- Pays de production :  France /  Italie
- Format : Noir et blanc - 2,35:1 - 35 mm - Son mono
- Genre : Drame
- Durée : 122 minutes
- Date de sortie : 
  - France : 4 mai 1957

## Distribution
- Jean Servais : le pope Fotis
- Melina Mercouri : Katerina
- Pierre Vaneck : Manolios
- Carl Möhner : Lukas
- Maurice Ronet : Michelis
- Gert Fröbe : Archon Patriarcheas
- Roger Hanin : Pannagotaros
- René Lefèvre : Yannakos
- Fernand Ledoux : le pope Grigoris
- Nicole Berger : Mariori
- Teddy Bilis : Hadji Nikolis
- Grégoire Aslan : Agha, officier turc
- Lucien Raimbourg : Kostandis, le cafetier
- Dimos Starenios Ladas, l'usurier
- Joe Dassin : un berger

## Distinctions
Le film a été présenté en sélection officielle en compétition au Festival de Cannes 1957.